# Yasuko Nagazumi
Yasuko Nagazumi est une productrice et ancienne actrice japonaise, née le 4 avril 1943 à Tōkyō, au Japon.
Elle vit à Hollywood où elle est actuellement responsable des campagnes de publicité pour des marques comme Armani, Pirelli, Vogue et travaille en collaboration avec les photographes de mode Peter Lindbergh, Herb Ritts et Helmut Newton.
En tant qu'actrice, elle est connue pour avoir joué dans plusieurs séries télévisées comme Chapeau melon et bottes de cuir, Cosmos 1999 ou encore Poigne de fer et séduction. Au cinéma, elle est apparue dans un James Bond (On ne vit que deux fois) en 1967, ainsi que dans Rollerball en 1975.
Elle est divorcée du producteur Ray Austin et a une fille, Miki Berenyi, auteur compositeur du défunt groupe rock britannique Lush.

## Filmographie

### Cinéma
- Plus féroces que les mâles (Deadlier Than the Male) : Mitsouko (1967)
- On ne vit que deux fois (You Only Live Twice) : fille du bain no 4 (1967) (non créditée)
- Rollerball : masseuse (non créditée) (1975)
- Wombling Free : Doris Takahashi (1978)

### Télévision
- Shirley's World : Morico (1 épisode, 1972)
- New Scotland Yard (1972) Mikki (Épisode Fire in a Honey Pot)
- Poigne de fer et séduction (The Protectors) : Suki (15 épisodes, 1972-1973)
- La Feuille de Bétel (du roman de Jeanne Cressanges), feuilleton télévisé d'Odette Collet : Flore (1973)
- In This House of Brede : Mariko (1975)
- It Ain't Half Hot Mum : Ling Soo (2 épisodes, 1975-1976)
- Cosmos 1999 (Space: 1999) : Yasko (8 épisodes, 1976-1977)
- Chapeau melon et bottes de cuir (1977) (The New Avengers) : Yasko (Épisode Trap)
- Spy! (1980) Hanako San (Épisode The Tokyo Ring)
- Tant qu'il y aura des hommes (1980) Nurse Keiko (Épisode Pearl Harbor)
- Un mannequin sur mesure (1983) Réceptionniste (Film pour la télévision)
- Les Bond girls sont éternelles (2002) Documentaire télévisé (Non créditée)